# Budgetgaming.nl
Budgetgaming.nl is een Nederlandse prijsvergelijkingssite die zich richt op computerspellen en bijbehorende accessoires. De website vergelijkt het aanbod van ongeveer vijfentwintig winkels. Daarnaast beschikt de website over een forum en publiceert het nieuws en beoordelingen met betrekking tot computerspellen.

## Geschiedenis
Budgetgaming.nl vond zijn oorsprong in augustus 2003, toen oprichter Yørn Soeteman het concept bedacht tijdens een discussie op het forum van GameQube.nl. In februari 2004 begonnen de plannen voor de website, die in maart 2004 werd gelanceerd als Budgetcorner. Vanwege negatieve feedback over het ontwerp en de functionaliteit werd het echter snel offline gehaald. In april 2004 werd een herziene versie van de website ontwikkeld en op 29 december 2004 vond de officiële lancering plaats onder de naam Budgetgaming.nl.
In maart 2007 begon de website een samenwerking met Power Unlimited. Budgetgaming.nl publiceerde de recensiecijfers van Power Unlimited bij elke game, terwijl Power Unlimited de laagste prijs van elke game op haar website plaatste. In 2008 werd de samenwerking beëindigd.
Ter gelegenheid van hun 10-jarig bestaan in 2014 organiseerde de website een veiling van computerspel-gerelateerde artikelen, waarvan de opbrengst naar het goede doel Right To Play ging.
In 2016 werd een afzonderlijke website voor bordspellen gecreëerd, bekend als Budgetspelen.nl. Deze stap werd onder andere genomen vanwege de verschuiving in de interesse van oprichter Soeteman van computerspellen naar bordspellen. Onder de naam Budgetspelen.nl nemen ze regelmatig deel aan evenementen zoals Spellenspektakel, waar ze fungeren als een 'bring-and-buy'-stand.
In 2017 en 2018 werd de website genomineerd voor Website van het Jaar-award van Emerce in de categorie Vergelijking.